# Macrosiphoniella atra
Macrosiphoniella atra är en insektsart som först beskrevs av Ferrari 1872.  Macrosiphoniella atra ingår i släktet Macrosiphoniella och familjen långrörsbladlöss.

## Underarter
Arten delas in i följande underarter:
- M. a. atra
- M. a. latysiphon